# A-102
A-102 è stata una missione della NASA del programma Apollo la seconda ad utilizzare un razzo Saturn per portare nello spazio un prototipo (non funzionante ma di simile fattura come dimensioni e peso) della navicella Apollo.